# Championnat d'Israël féminin de football
Le Championnat d'Israël de football féminin  est un championnat de football féminin réunissant les meilleurs clubs féminins d'Israël. La Ligat Nashim Rishona (en hébreu: ליגת נשים ראשונה) a fait son apparition en 1998. L'équipe championne est qualifiée pour la Ligue des champions féminine de l'UEFA.

## Palmarès

### Bilan par saison
- 1998-1999 : Maccabi Haïfa
- 1999-2000 : ASA Tel-Aviv
- 2000-2001 : Hapoël Tel-Aviv
- 2001-2002 : Maccabi Haïfa
- 2002-2003 : Maccabi Holon
- 2003-2004 : pas de champion
- 2004-2005 : Maccabi Holon
- 2005-2006 : Maccabi Holon
- 2006-2007 : Maccabi Holon
- 2007-2008 : Maccabi Holon
- 2008-2009 : Maccabi Holon
- 2009-2010 : ASA Tel-Aviv
- 2010-2011 : ASA Tel-Aviv
- 2011-2012 : ASA Tel-Aviv
- 2012-2013 : ASA Tel-Aviv
- 2013-2014 : ASA Tel-Aviv
- 2014-2015 : ASA Tel-Aviv
- 2015-2016 : FC Ramat Ha-Sharon
- 2016-2017 : MS Kiryat Gat
- 2017-2018 : MS Kiryat Gat
- 2018-2019 : ASA Tel-Aviv
- 2019-2020 : FC Ramat Ha-Sharon
- 2020-2021 : MS Kiryat Gat
- 2021-2022 : MS Kiryat Gat
- 2022-2023 : MS Kiryat Gat
- 2023-2024 : MS Kiryat Gat
- 2024-2025 : MS Kiryat Gat

### Bilan par club
- 8 titres : ASA Tel-Aviv
- 7 titres : MS Kiryat Gat
- 6 titres : Maccabi Holon
- 2 titres : Maccabi Haïfa, FC Ramat Ha-Sharon
- 1 titre : Hapoël Tel-Aviv